# Бондаренко Олександр Федорович
Олександр Федорович Бондаренко (*3 серпня 1951, Суми) — український науковець, психолог, дійсний член НАПН України (з 2003 р.), доктор психологічних наук (з 1993 Київський національний університет імені Тараса Шевченка), професор (з 1995), член Російської професійної психотерапевтичної ліги. Завідувач кафедрою психології Київського національного лінгвістичного університету, професор факультету медичної психології Київського національного медичного університету, запрошений професор Лондонського університету (Інститут психіатрії, 1997) і Лейденського університету (лабораторія досліджень проблем аутизму, 1999).

## Освіта
Стажувався з психотерапії в Першій московській медичної академії ім. Сеченова і Петербурзькому психоневрологічному науково-дослідному інституті ім. Бехтерєва.

## Наукова діяльність
Олександр Бондаренко — фахівець в галузі загальної, соціальної та консультативної психології. Головний редактор заснованого ним «Журналу практикуючого психолога», член редколегії «Московського психотерапевтичного журналу» та низки українських професійних періодичних видань.
Член експертної ради з психології ВАК України, а також спеціалізованої ради із захисту докторських дисертацій.

## Практика
З 1985 року очолює організований ним Центр консультативної психології.
Є науковим керівником і супервізором Центру психології «Ірніка».

## Публікації
Автор монографії, присвяченої соціальній психотерапії особистості, підручника і навчальних посібників з психології та психологічного консультування, а також більше сотні статей і професійних методичних розробок для психологічної практики.